# ゲシュタルト商会
合同会社ゲシュタルト商会（ゲシュタルトしょうかい）は、東京都世田谷区に本社を置く日本の企業。チャラン・ポ・ランタンの小春が代表、ももが副代表を務める。

## 概要
2021年に、チャラン・ポ・ランタンのアーティスト活動および音楽啓蒙活動をサポートするために設立された。
2021年7月17日のチャラン・ポ・ランタンのライブにおいて、所属事務所のソニー・ミュージックアーティスツ（SMA）を同年8月31日をもって退所して、同年9月1日から独立することが発表された
2021年8月30日に、合同会社ゲシュタルト商会が代表:小春、副代表:ももとして設立され、同年9月1日から活動することが発表された。
2021年9月19日に、アコーディオンをブランド名「Bébé Medusa（ベベメデューサ）」で発売開始して、同日中に531台を受注した。
2022年3月10日に、合同会社ゲシュタルト商会事務所「ゲシュタルトルーム」が完成して、内部写真等が公開された。
2022年3月16日に、新レーベル「円盤ゲシュタルト」で、初のシングル「リバイバル上映」「隣の足元」の2曲を配信開始。

## 特徴
- ゲシュタルトルームは都内のビルの一室を、チャラン・ポ・ランタンの世界観でリノベーションして完成された。正面にはステージを備え、ライブ会場としての利用を想定している。壁面には4つのスペースがあり、それぞれにチャラン・ポ・ランタンの記念となる番号が刻印されている。「306」: ゲシュタルトルームが完成した3月6日、「901」: 独立した9月1日、「717」: チャラン・ポ・ランタンを結成した7月17日、「531」: オリジナルで制作したアコーディオンを一晩で売った台数[6]。